# Рощин-Инсаров, Николай Петрович
Никола́й Петро́вич Ро́щин-Инса́ров (1861 — 8 [20] января 1899) — русский драматический артист Настоящая фамилия — Пашенный.

## Биография
Происходил из помещичьей семьи, детство провел в Париже. В 18 лет поступил корнетом в Сумский 1-й гусарский полк, спустя два года вышел в запас.
Ещё во время военной службы был актёром-любителем; на профессиональную сцену вышел в 1883 году. Николай Петрович служил на сцене театра П. М. Медведева в Астрахани, театра Корша, театров М. М. Абрамовой и Е. Н. Горевой в Москве, с 1895 года до конца жизни актёр театра Н. Н. Соловцова в Киеве.
Погиб 8 (20) января 1899 года, когда его застрелил художник Александр Малов, приревновав к нему свою жену — актрису театра Соловцова Анну Пасхалову. Сохранилась могила Рощина-Инсарова на Байковом кладбище в Киеве.

## Семья
Дочери: 
Вера Пашенная, актриса Малого театра.
Екатерина Рощина-Инсарова, драматическая актриса, в эмиграции с 1919 года.

## Творчество
Рощину-Инсарову было присуще мастерство перевоплощения, но в исполняемые роли он привносил и черты собственной личности. Считаясь по амплуа «героем-любовником», блестяще сыграв Чацкого и Кречинского, он, по признанию современников, был особенно близок к чеховским персонажам. Его друг, известный журналист и театральный критик Влас Дорошевич, писал о нём: «Недаром он любил в литературе Чехова, а в живописи — Левитана. Он понимал и любил слабость русского человека, потому что сам был таким, и с любовью их рисовал, как с любовью говорят о близких людях».

### Роли
- Чацкий (А. С. Грибоедов, «Горе от ума»)
- Кречинский (А. В. Сухово-Кобылин, «Свадьба Кречинского»)
- Борис Годунов (А. К. Толстой, «Царь Борис»)
- Дон Карлос (В. Гюго, «Эрнани»)
- Никита (Л. Н. Толстой, «Власть тьмы»)
- Глумов (А. Н. Островский, «На всякого мудреца довольно простоты»)
- Агишин (А. Н. Островский и Н. Я. Соловьёв, «Свадьба Белугина»)
- Пропорьев (А. И. Сумбатов, «Цепи»)
- Мелузов (А. Н. Островский, «Таланты и поклонники»).
- Тригорин (А. П. Чехов, «Чайка»)
- Войницкий (А. П. Чехов, «Дядя Ваня»)
- Иванов (А. П. Чехов, «Иванов»)[1][2]